# 12014 Bobhawkes
12014 Bobhawkes eller 1996 VX15 är en asteroid i huvudbältet som upptäcktes den 5 november 1996 av Spacewatch vid Kitt Peak-observatoriet. Den är uppkallad efter Robert Lewis Hawkes.
Asteroiden har en diameter på ungefär 5 kilometer och den tillhör asteroidgruppen Nysa.